# Steve Clifford
Steven Gerald Clifford (Island Falls, 17 de setembro de 1961) é um treinador norte-americano de basquete que é o atual treinador principal do Charlotte Hornets da National Basketball Association (NBA).

## Primeiros anos
Nascido em Island Falls, Maine, Clifford cresceu em Mattawamkeag, Maine, até a terceira série, quando se mudou para Vermont. Ele jogou basquete universitário sob o comando de Gerald Clifford, seu pai e treinador da North Country Union High School em Newport, Vermont.
Clifford frequentou a Universidade do Maine, onde jogou basquete universitário por quatro anos. Em suas duas últimas temporadas, ele foi capitão da equipe e foi nomeado Melhor Jogador Defensivo. Graduou-se com uma licenciatura em educação especial.

## Carreira de treinador
Depois de se formar na universidade, Clifford tornou-se professor na Woodland High School no Maine. Ele também ganhou sua primeira experiência como treinador na escola, servindo como treinador principal por duas temporadas. Após isso, ele atuou como assistente técnico no Saint Anselm College, Fairfield University, Boston University e Siena College. Em 1995, ele assumiu as funções de treinador principal na Adelphi University e treinou por quatro temporadas, levando sua equipe a quatro aparições no Torneio da Divisão II da NCAA, um recorde de 86-36 e quatro temporadas consecutivas de 20 vitórias. Ele foi o primeiro treinador na história da universidade com mais de 20 vitórias consecutivas.
Clifford tornou-se assistente técnico da NBA no New York Knicks e no Houston Rockets sob o comando de Jeff Van Gundy e rapidamente desenvolveu uma reputação como especialista em defesa. Ele então foi assistente de Stan Van Gundy no Orlando Magic. Ele considera os dois irmãos Van Gundy como mentores. Ele chegou aos playoffs da NBA em cada uma de suas cinco temporadas com Orlando, aparecendo nas finais da NBA em 2009.
Na temporada de 2012-13, Clifford se juntou ao Los Angeles Lakers como assistente.

### Charlotte Bobcats/Hornets
Em 29 de maio de 2013, Clifford foi contratado pelo Charlotte Bobcats para ser seu treinador principal.
Clifford implementou uma mentalidade defensiva em Charlotte durante seu primeiro ano como treinador principal, transformando a equipe em uma das cinco melhores equipes defensivas. Em seu primeiro ano, ele foi nomeado o Treinador do Mês da Conferência Leste em abril de 2014 e terminou em quarto lugar na votação de Treinador do Ano.
Em 6 de dezembro de 2017, foi anunciado que Clifford não treinaria indefinidamente para lidar com seu problema de saúde. Em 11 de janeiro de 2018, os Hornets anunciaram que Clifford estava medicamente liberado para voltar a treinar após uma ausência de 21 jogos depois de lidar com a privação de sono.
Em 13 de abril de 2018, ele foi demitido depois de cinco temporadas treinando a equipe para um total recorde de 196-214.

### Orlando Magic
Em 30 de maio de 2018, Clifford foi nomeado treinador principal do Orlando Magic.
Em 7 de abril de 2019, Orlando derrotou o Boston Celtics por 116-108 para conquistar sua primeira vaga nos playoffs desde a temporada de 2011-12. A vitória também garantiu o primeiro título da Divisão Sudeste desde a temporada de 2009-10.
Em 5 de junho de 2021, Clifford e o Magic decidiram se separar.

### Charlotte Hornets (segunda passagem)
Após a conclusão da temporada de 2021-22, os Hornets recontrataram Clifford como treinador principal em 24 de junho de 2022.

## Recorde de treinador principal

### Universidade
| Temporada                                                              | Time                                                                   | Recorde                                                                | Conferência                                                            | Classificação                                                          | Pós-Temporada                                                          |
| Adelphi Panthers (New York Collegiate Athletic Conference) (1995-1999) | Adelphi Panthers (New York Collegiate Athletic Conference) (1995-1999) | Adelphi Panthers (New York Collegiate Athletic Conference) (1995-1999) | Adelphi Panthers (New York Collegiate Athletic Conference) (1995-1999) | Adelphi Panthers (New York Collegiate Athletic Conference) (1995-1999) | Adelphi Panthers (New York Collegiate Athletic Conference) (1995-1999) |
| ---------------------------------------------------------------------- | ---------------------------------------------------------------------- | ---------------------------------------------------------------------- | ---------------------------------------------------------------------- | ---------------------------------------------------------------------- | ---------------------------------------------------------------------- |
| 1995–96                                                                | Adelphi                                                                | 23–7                                                                   | 17–5                                                                   | 2nd                                                                    | Primeira Rodada da D-II                                                |
| 1996–97                                                                | Adelphi                                                                | 21–9                                                                   | 17–5                                                                   | 3rd                                                                    | Primeira Rodada da D-II                                                |
| 1997–98                                                                | Adelphi                                                                | 22–8                                                                   | 18–4                                                                   | 3rd                                                                    | Primeira Rodada da D-II                                                |
| 1998–99                                                                | Adelphi                                                                | 20–12                                                                  | 14–8                                                                   | 3rd                                                                    | Sweet 16 da D-II                                                       |
| Total                                                                  | Total                                                                  | 86-36 (.705)                                                           | 66-22                                                                  |                                                                        |                                                                        |

### NBA
| Time      | Temporada | Temporada Regular | Temporada Regular | Temporada Regular | Temporada Regular | Temporada Regular     | Playoffs | Playoffs | Playoffs | Playoffs |                           |
| Time      | Temporada | Jogos             | Vitórias          | Derrotas          | %                 | Classificação         | Jogos    | Vitórias | Derrotas | %        | Resultado                 |
| --------- | --------- | ----------------- | ----------------- | ----------------- | ----------------- | --------------------- | -------- | -------- | -------- | -------- | ------------------------- |
| Charlotte | 2013–14   | 82                | 43                | 39                | .524              | 3° na Divisão Sudeste | 4        | 0        | 4        | .000     | Perdeu na primeira rodada |
| Charlotte | 2014–15   | 82                | 33                | 49                | .402              | 4° na Divisão Sudeste | —        | —        | —        | —        | Não foi para os playoffs  |
| Charlotte | 2015–16   | 82                | 48                | 34                | .585              | 3° na Divisão Sudeste | 7        | 3        | 4        | .429     | Perdeu na primeira rodada |
| Charlotte | 2016–17   | 82                | 36                | 46                | .439              | 4° na Divisão Sudeste | —        | —        | —        | —        | Não foi para os playoffs  |
| Charlotte | 2017–18   | 82                | 36                | 46                | .439              | 3° na Divisão Sudeste | —        | —        | —        | —        | Não foi para os playoffs  |
| Orlando   | 2018–19   | 82                | 42                | 40                | .512              | 1° na Divisão Sudeste | 5        | 1        | 4        | .200     | Perdeu na primeira rodada |
| Orlando   | 2019–20   | 73                | 33                | 40                | .452              | 2° na Divisão Sudeste | 5        | 1        | 4        | .200     | Perdeu na primeira rodada |
| Orlando   | 2020–21   | 72                | 21                | 51                | .292              | 5° na Divisão Sudeste | —        | —        | —        | —        | Não foi para os playoffs  |
| Carreira  | Carreira  | 637               | 292               | 345               | .455              |                       | 21       | 5        | 16       | .207     |                           |